# Beugnon-Thireuil
Beugnon-Thireuil é uma comuna francesa na região administrativa da Nova Aquitânia, no departamento de Deux-Sèvres. Estende-se por uma área de 33.42 km². Em 2010 a comuna tinha 740 habitantes (densidade: 22,1 hab./km²).
Foi criada em 1 de janeiro de 2019, a partir da fusão das antigas comunas de Le Beugnon e La Chapelle-Thireuil.